# Zygodon magellanicus
Zygodon magellanicus là một loài rêu trong họ Orthotrichaceae. Loài này được Dusén ex Malta mô tả khoa học đầu tiên năm 1926.